# 27e brigade de lance-roquettes
Pour les articles homonymes, voir 27e brigade.
« 27e brigade d'artillerie » redirige ici. Pour la 27e brigade d'artillerie de campagne allemande, voir 27e division d'infanterie (Empire allemand).
La 27e brigade de lance-roquettes, de son nom complet la 27e brigade de lance-roquettes nommée d'après l'ataman Petro Kalnychevsky (en ukrainien : 27-ма реактивна артилерійська бригада ім. кошового отамана Петра Калнишевського, abrégé en 27 РеАБр ; numéro d'unité militaire А1476), est une grande unité des troupes d'artillerie des Forces terrestres ukrainiennes. Elle est basée en temps de paix à Soumy.

## Historique
Le 27e régiment de lance-roquettes (реактивну артилерійську, littéralement d'« artillerie à réaction ») a été créé le 14 mai 2008, sur l'emprise de l'ancienne institut des troupes de missiles et d'artillerie de Soumy (l'emblème de la brigade reprend celui de ce centre de formation : deux canons croisés avec des flammes orange sur fond rouge). Au moment de la conquête de la Crimée par la Russie en 2014, la première manœuvre ordonnée fin février à la brigade fut de s'éloigner de la frontière avec la Russie, déménageant pour Myrhorod dans l'oblast de Poltava. Début mars, elle est déployée dans les oblasts de Tchernihiv et de Soumy en soutien de la 24e brigade mécanisée et de la 1re de chars, pour faire face à une hypothétique invasion russe. Des détachements sont ensuite envoyés participer à la guerre du Donbass, à partir de juillet 2014.
Le 13 mars 2015, le régiment devient une brigade, avec renforcement des unités organiques, ainsi que rajout d'un quatrième divizion de lance-roquettes. En décembre 2020, elle a reçu comme titre honorifique, « afin de restaurer les traditions historiques de l'armée nationale concernant les noms des unités militaires », le nom de Petro Kalnychevsky, le dernier ataman du sitch zaporogue au XVIIIe siècle.

### Invasion russe de l'Ukraine
Au début du conflit, des éléments de la brigade participent au combat autour de Kharkiv. Elle subit notamment des pertes à Shebelynka près de Balaklia. A l'été 2022, elle reçoit les M142 HIMARS livrés par les États-Unis. La brigade mène alors des frappes en profondeur en vue des deux contre-offensives ukrainiennes comme sur le Pont Antonovskiy à Kherson, en juillet 2022.
En décembre 2022, la brigade a reçu la distinction Pour le Courage et la Bravoure. Durant l'été 2023, elle soutient de ses tirs la contre-offensive ukrainienne dans l'oblast de Zaporijjia, localisée au début de septembre entre Orikhiv et Robotyne.
Le 6 mars 2024, un M142 HIMARS chargé sur un camion de la 27e brigade de lance-roquettes ukrainienne stationné à découvert, à l'orée d'une forêt à Nykanorivka, dans l'oblast de Donetsk, à environ 40 km de la ligne de front a été détruit par un tir d'Iskander russe, après avoir été repéré par un drone d'observation,.

## Composition

### Structure
- État-major de la brigade et le peloton du QG ;
- 1er divizion[11] de lance-roquettes ;
- 2e divizion de lance-roquettes ;
- 3e divizion de lance-roquettes ;
- 4e divizion de lance-roquettes ;
- 41e bataillon d'infanterie mécanisée (bataillon de sécurité, ex 41e bataillon de défense territoriale « Tchernihiv-2 » formé en mai 2014, intégré à la brigade en 2016) ;
- divizion de reconnaissance d'artillerie (pour l'acquisition de cibles) ;
- compagnie du génie (pour la préparation des positions de tir) ;
- compagnie de maintenance (entretien et réparation) ;
- compagnie de logistique (notamment le transport des munitions) ;
- compagnie de transmissions ;
- compagnie de radar (pour les tirs de contrebatterie) ;
- compagnie médicale (soins et évacuation) ;
- compagnie de protection NBC[12].

### Matériel
La brigade est principalement équipée de MLRS Ouragan. Durant le printemps 2023, un tiers des BM-27 Ouragan équipant la brigade a été remplacé par des M142 HIMARS.